# Прапор Московської області

Прапор Московської області

Прапор Московської області є символом Московської області. Прийнято 3 грудня 1997 року. 

## Опис
Прапор Московської області являє собою прямокутне полотнище з відношенням ширини до довжини 2:3, червоного кольору із двостороннім зображенням у верхньому ближньому до ратища куту основного елемента герба Московської області — розгорнутого до ратища Святого Георгія Переможця. Габаритна ширина зображення основного елемента герба на прапорі Московської області становить 1/5 частину довжини полотнища прапора. 